# Palo Solo
Palo Solo és un centre poblat de l'Uruguai ubicat al departament de Soriano, 80 quilòmetres al sud de la ciutat de Mercedes.

## Història
Va ser fundat el 1946 i es troba sobre la intersecció de les carreteres nacionals 96 i 21. D'acord amb l'últim cens, Palo Solo té una població de 211 habitants. La comunitat compta amb una escola d'ensenyament primari, una església, i un centre policial, entre d'altres.

## Població
D'acord amb les dades del cens de 2004, Palo Solo tenia 211 habitants.
| Any  | Població |
| ---- | -------- |
| 1963 | 55       |
| 1975 | 56       |
| 1985 | 175      |
| 1996 | 183      |
| 2004 | 211      |
| 2011 | 170      |

Font: Institut Nacional d'Estadística de l'Uruguai